# De Kade (bedrijventerrein)
De Kade is een bedrijventerrein van 155 ha in de gemeente Eindhoven, gelegen aan het Eindhovens Kanaal. Het grootste gedeelte van het terrein in het stadsdeel Tongelre bevindt zich buiten de Eindhovense Ringweg.
Het terrein ontwikkelde in de 19e eeuw in haar huidige functie bij de aanleg van het Eindhovens Kanaal, en is daarmee het oudste en meest centraal gelegen bedrijventerrein van Eindhoven. Momenteel zijn er circa 175 bedrijven gevestigd op De Kade, die voor een werkgelegenheid van circa 6.000 personen zorgen.
Het bedrijventerrein is voornamelijk bekend door de hoofdvestiging van auto- en is een vrachtautofabrikant DAF.
De gemeente Eindhoven is reeds begonnen met een herstructureringsproject dat loopt tot 2010 om het bedrijvenpark te moderniseren. Het ministerie van Economische Zaken heeft de bedrijventerreinen De Kade, De Hurk/Croy (bedrijventerrein) en Ekkersrijt (bedrijventerrein) gezamenlijk aangewezen als Topproject Eindhoven, in het kader van Brainport Eindhoven.